# Enrique Guedes
Enrique Guedes Hernández (ur. 17 lipca 1932 w Las Villas) – kubański strzelec, olimpijczyk. 
Brał udział w igrzyskach olimpijskich w 1968 (Meksyk). Wystartował tylko w jednej konkurencji, w której zajął 61. miejsce. Był medalistą igrzysk panamerykańskich w 1971 w Cali.

## Wyniki olimpijskie
| Igrzyska | Konkurencja                       | Wynik                           | Miejsce    | Źródło |
| -------- | --------------------------------- | ------------------------------- | ---------- | ------ |
| IO 1968  | Karabin małokalibrowy leżąc, 50 m | 585 punktów (96-98-97-99-97-98) | 61 (na 86) | [ 1 ]  |